# Santi Antonio Abate e Antonio da Padova in adorazione del Gesù Bambino
Santi Antonio Abate e Antonio da Padova in adorazione del Gesù Bambino è un dipinto a olio su tela di Giovan Francesco Nagli, detto il Centino, della metà del XVII secolo, conservato al Museo di Saludecio e del beato Amato.
Il dipinto raffigura sant'Antonio abate (riconoscibile dal fuoco sul palmo della mano e dalla campana) e sant'Antonio da Padova (contraddistinto dal giglio), due santi molto venerati a Rimini e nelle campagne circostanti nel corso del XVII secolo e anche successivamente.
Il culto di Sant'Antonio da Padova era particolarmente diffuso a Rimini poiché in questa città il Santo aveva agito per allontanare il rischio delle eresie (caso dei Patarini) e aveva compiuto due dei suoi miracoli più noti: la predica ai pesci e il miracolo della mula inginocchiata davanti al Santissimo Sacramento.
Sant'Antonio abate era invece particolarmente venerato nelle campagne in quanto protettore degli animali domestici. Guaritore e taumaturgo, il Santo in questo dipinto è raffigurato, come di consueto, in età avanzata con una lunga barba bianca e in abito monastico mentre sorregge in mano una fiamma che allude al cosiddetto "fuoco di Sant'Antonio", malattia per cui era invocata la sua intercessione. In basso la campana, altro simbolo del Santo.
Il Centino dipinse per le chiese riminesi diverse pale raffiguranti sant'Antonio da Padova  (Chiesa di San Nicolò dei Padri Celestini, Chiesa di Sant'Antonio da Padova dei Teatini, Ospedale degli Infermi), tutte opere perdute, tranne la tela di Saludecio ed un'altra custodita nel Museo d'arte sacra di Roncofreddo. Il quadro in origine decorava un altare laterale della vecchia chiesa parrocchiale di San Biagio vescovo e poi è stato per lungo tempo nella cripta. La realizzazione della tela viene collocata cronologicamente intorno alla metà del XVII secolo, periodo che rappresenta il punto stilistico di massimo incontro con il naturalismo idealizzante di Simone Cantarini e con l'apprendimento derivato dal soggiorno bolognese presso Guido Reni. La pittura del Nagli, caratterizzata da un naturalismo sereno che rimarrà quasi immutato in tutte le sue opere, presenta una genuina carica di poesia e, in particolare, dopo la metà del secolo, acquista interessanti raffinatezze idealistiche. Il suo stile entusiasmò presto i commenti riminesi ma furono soprattutto le committenze per le chiese di campagna che gli procurarono un lavoro intenso. L'interesse verso quest'opera si perpetua nel tempo come dimostrano i prestiti per esposizioni temporanee e l'analisi operata da Vittorio Sgarbi nella sua visita del 24 dicembre 2016.